# Ísquia
Ísquia (em italiano: Ischia)) é uma ilha italiana no golfo de Nápoles (região da Campânia), no mar Tirreno, a pouca distância das ilhas de Prócida e Vivara.
A ilha tem uma área de 46,3 km², e sua maior altitude é no Monte Epomeo (787 m), localizado no centro da ilha.

## Terremoto de Casamicciola de 1883
O terremoto de Casamicciola de 1883, também conhecido como terremoto de Ischia, ocorreu em 28 de julho às 20h25, horário local (horário da Europa Central) na ilha de Ischia, no Golfo de Nápoles, na Itália. Embora o terremoto tenha uma magnitude de momento estimada (Mw) de 4,2–5,5, considerado moderado em tamanho, causou intenso tremor no solo que foi atribuído XI na escala de intensidade de Mercalli Modificada. Entre 2 313 e 3 100 pessoas perderam a vida. A cidade também sofreu grandes perdas de propriedade, com 80% de todas as casas destruídas. Este terremoto foi excepcionalmente destrutivo por sua magnitude, principalmente devido à sua profundidade focal rasa.

## Terremoto de 2017
A 21 de agosto de 2017, a ilha foi abalada por um sismo de magnitude 4.3 na escala de Richter, causando a morte a uma pessoa, soterrada nos escombros de uma igreja. Vários edifícios ruíram, localizando-se os danos mais graves em Casamicciola, no norte da ilha. O epicentro localizou-se no mar, perto do farol de Punta Imperatore, a 10 quilómetros de profundidade.

## Comunas

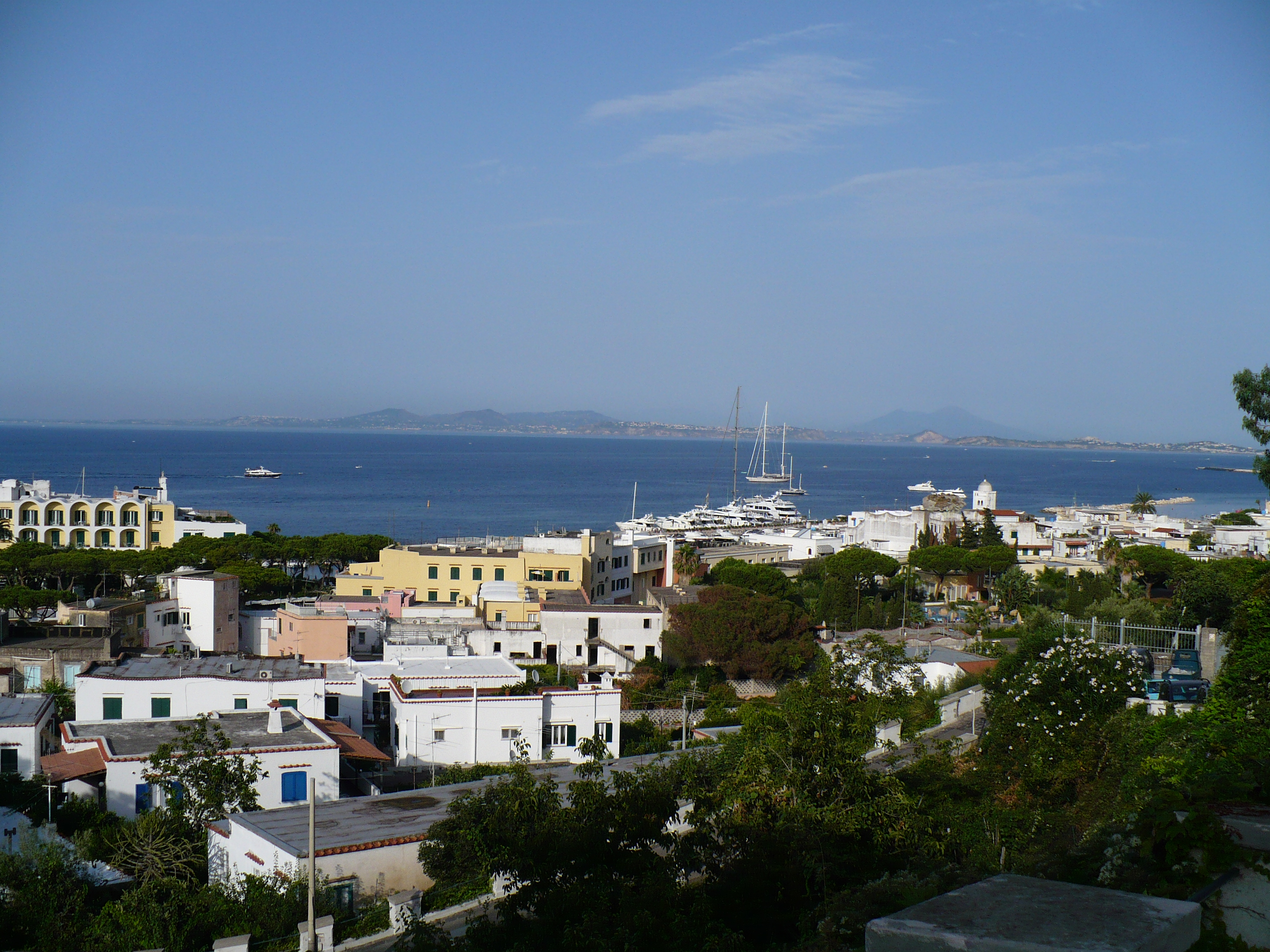
Vista de Lacco Ameno

Administrativamente, a ilha é dividida em seis comunas:
| Comuna             | População |
| ------------------ | --------- |
| Ischia             | 19 350    |
| Forio              | 17 510    |
| Barano d'Ischia    | 9 987     |
| Casamicciola Terme | 7 900     |
| Lacco Ameno        | 4 785     |
| Serrara Fontana    | 3 101     |